# Lucedale
Lucedale es una ciudad del Condado de George, Misisipi, Estados Unidos. Según el censo de 2000 tenía una población de 2.458 habitantes y una densidad de población de 249.7 hab/km².

## Demografía
Según el censo de 2000, había 2.458 personas, 916 hogares y 628 familias residiendo en la localidad. La densidad de población era de 249,7 hab./km². Había 1.052 viviendas con una densidad media de 106,9 viviendas/km². El 69,45% de los habitantes eran blancos, el 29,21% afroamericanos, el 0,20% amerindios, el 0,73% asiáticos, el 0,00% isleños del Pacífico, el 0,12% de otras razas y el 0,28% pertenecía a dos o más razas. El 0,37% de la población eran hispanos o latinos de cualquier raza.
Según el censo, de los 916 hogares en el 31,4% había menores de 18 años, el 45,0% pertenecía a parejas casadas, el 20,6% tenía a una mujer como cabeza de familia, y el 31,4% no eran familias. El 29,4% de los hogares estaba compuesto por un único individuo, y el 14,4% pertenecía a alguien mayor de 65 años viviendo solo. El tamaño promedio de los hogares era de 2,44 personas y el de las familias de 3,01.
La población estaba distribuida en un 26,9% de habitantes menores de 18 años, un 10,1% entre 18 y 24 años, un 24,8% de 25 a 44, un 20,1% de 45 a 64, y un 18,1% de 65 años o mayores. La media de edad era 36 años. Por cada 100 mujeres había 94,8 hombres. Por cada 100 mujeres de 18 años o más, había 88,6 hombres.
Los ingresos medios por hogar en la localidad eran de 22.604 dólares ($), y los ingresos medios por familia eran 29.338 $. Los hombres tenían unos ingresos medios de 27.386 $ frente a los 18.313 $ para las mujeres. La renta per cápita para la ciudad era de 12.151 $. El 26,1% de la población y el 23,9% de las familias estaban por debajo del umbral de pobreza. El 40,3% de los menores de 18 años y el 19,1% de los habitantes de 65 años o más vivían por debajo del umbral de pobreza.

## Geografía
Según la Oficina del Censo de los Estados Unidos, la localidad tiene un área total de 9,8 km², todos ellos correspondientes a tierra firme.